# First Taste
First Taste è il dodicesimo album in studio del musicista americano Ty Segall. È stato rilasciato il 2 agosto 2019 con l'etichetta Drag City.

Il primo singolo estratto dall'album, "Taste", è stato pubblicato il 4 giugno 2019. A sostegno dell'album, Segall e The Freedom Band hanno annunciato un tour negli Stati Uniti da luglio a ottobre 2019, e poi un tour europeo dopo ottobre.

## Ricezione critica
First Taste ha ricevuto recensioni generalmente favorevoli da parte della critica. Su Metacritic, che assegna una valutazione media ponderata su 100 alle recensioni delle pubblicazioni tradizionali, questa pubblicazione ha ricevuto un punteggio medio di 79, sulla base di 19 recensioni.

## Tracce
1. Taste – 3:36
2. Whatever – 4:24
3. Ice Plant – 3:33
4. The Fall – 2:57
5. I Worship the Dog – 3:34
6. The Arms – 3:30
7. When I Met My Parents, Pt. 1 – 1:03
8. I Sing Them – 2:39
9. When I Met My Parents, Pt. 3 – 2:15
10. Radio – 3:50
11. Self Esteem – 5:03
12. Lone Cowboys – 4:32